# 5877 Toshimaihara
5877 Toshimaihara è un asteroide della fascia principale. Scoperto nel 1990, presenta un'orbita caratterizzata da un semiasse maggiore pari a 2,5562999 UA e da un'eccentricità di 0,1225937, inclinata di 16,31196° rispetto all'eclittica.
L'asteroide è dedicato al giapponese Toshinori Maihara, professore emerito all'Università di Kyoto e luminare dell'astronomia dell'infrarosso.